# The End of the World (Doctor Who)
"The End of the World" (intitulado "O Fim do Mundo" no Brasil) é o segundo episódio da primeira temporada da série de ficção científica britânica Doctor Who, transmitido originalmente através da BBC One em 2 de abril de 2005. Foi escrito por Russell T Davies e dirigido por Euros Lyn.
No episódio, o alienígena viajante do tempo conhecido como o Doutor (Christopher Eccleston) leva sua nova acompanhante Rose Tyler (Billie Piper)  cinco bilhões de anos no futuro, onde muitos delegados alienígenas ricos se reúnem em uma estação espacial chamada Plataforma Um para assistir o Sol se expandir em uma gigante vermelha e destruir a Terra, mas a convidada humana Lady Cassandra (Zoë Wanamaker) planeja lucrar com o evento inventando uma situação com reféns.
"The End of the World" é o primeiro episódio da série moderna a ser ambientado no futuro. Devido em parte às inúmeras tomadas com uso de efeitos especiais, o episódio usou a maior parte do orçamento de efeitos da temporada. O episódio também apresenta vários figurinos intrincados. As filmagens em locação ocorreram principalmente em Cardiff em outubro de 2004, com algumas cenas adicionais filmadas na mesma cidade e em Penarth entre novembro de 2004 e fevereiro de 2005. O trabalho de estúdio foi gravado no armazém da Unidade Q2 em Newport de setembro a novembro de 2004. O episódio marcou a primeira aparição de Cassandra e do Rosto de Boe, ambos os quais apareceriam no episódio da segunda temporada "New Earth". Este também foi o primeiro episódio da temporada a incluir a menção da frase "Lobo Mau", um arco de história recorrente ao longo da primeira temporada que configuraria os eventos de seu final. Foi visto por aproximadamente 7,97 milhões de telespectadores no Reino Unido e recebeu críticas geralmente positivas dos avaliadores.

## Enredo
O Doutor leva Rose Tyler cinco bilhões de anos no futuro. Eles pousam na Plataforma Um, uma estação espacial em órbita ao redor da Terra. Eles chegam a tempo para uma festa de celebração da destruição final do planeta há muito abandonada pela expansão do Sol. O Doutor usa seu papel psíquico para adentrar a festa e ele e Rose encontram muitos seres alienígenas de elite lá. Os convidados incluem Lady Cassandra, que é anunciada como "a última humana", mas na verdade é um rosto em uma grande folha de pele que deve ser continuamente hidratada. Também está presente o Rosto de Boe.
Enquanto isso, os presentes trazidos pelos Adeptos do Meme Repetido contêm aranhas robóticas que imediatamente trabalham para desabilitar funções na Plataforma Um. Seu comissário reconhece que algo está errado, mas é morto quando as aranhas abaixam o filtro solar de sua sala e o expõem à poderosa radiação solar. Depois que Rose insulta Cassandra, os Adeptos a seguem e a deixam inconsciente. Eles a arrastam para uma sala de observação e colocam o filtro solar para descer. O Doutor recoloca o filtro, mas não consegue tirá-la de lá.
O Doutor determina que os Adeptos sabotaram a Plataforma Um. No entanto, eles são robôs comandados por Cassandra, que admite a sabotagem; seu plano original era criar uma situação com reféns (com ela mesma como uma das "vítimas") e lucrar com a compensação que ela teria, mas agora pretende ganhar dinheiro com suas ações nas empresas concorrentes dos convidados para aumentar o valor depois que eles morrerem. Cassandra se teletransporta para fora da estação enquanto as aranhas derrubam a blindagem em toda a estação. O Doutor e a humanoide-árvore senciente Jabe viajam para as entranhas da Plataforma Um para restaurar os escudos automatizados, mas é necessário que um deles passe por vários ventiladores giratórios. Jabe se sacrifica por causa do calor extremo para segurar um interruptor para desacelerar as pás do ventilador. Isso permite que o Doutor reative o sistema pouco antes do Sol em expansão atingir a estação e destruir a Terra.
O Doutor reverte o teletransporte de Cassandra e a traz de volta para a estação. Na temperatura elevada e sem umidade, o corpo dela resseca e se rompe, partindo-se de sua estrutura, apesar do pedido de Rose para que o Doutor a salvasse. O Doutor explica a ela, agora livre da sala de observação, que ele é o último dos Senhores do Tempo e que seu planeta foi destruído na sequência de uma grande guerra.

### Continuidade
Esta é a quarta vez na série que a Terra foi queimada pelo Sol, sendo as outras ocasiões em algum tempo depois do século XXX em The Ark in Space (1975), em dois milhões anos em The Mysterious Planet (1986) e em dez milhões de anos no futuro em The Ark (1966).
O Doutor diz a Jabe que ele era uma vez em outro navio "inafundável" e acabou agarrado a um iceberg, uma aparente referência a ter sido no RMS Titanic quando ele afundou. O Sétimo Doutor estava a bordo do navio no romance da Virgin New Adventures The Hummingbird Left-Handed escrito por Kate Orman (que é de canonicidade incerta).

## Produção

### Concepção
"The End of the World" foi concebido como um espetáculo deliberadamente caro para mostrar o quanto o novo Doctor Who poderia fazer. A Plataforma Um foi projetada para ser como um "hotel para os alienígenas mais elegantes, ricos e influentes do universo", e é parcialmente baseado em O Restaurante no Fim do Universo, de Douglas Adams.
Uma função do episódio é revelar que o Doutor era o último de seu povo. O produtor executivo Russell T Davies também pretendia inicialmente que os últimos humanos escapassem da Terra condenada a bordo de enormes arcas espaciais (semelhantes as que apareceram no serial The Ark). Isso foi abandonado quando a complexidade da personagem Cassandra foi totalmente percebida durante o desenvolvimento. O episódio apresenta a primeira aparição de conceitos como o papel psíquico, a Guerra do Tempo e as palavras "Lobo Mau", que formariam um arco de história ao longo da primeira temporada. Ele também menciona as capacidades universais de tradução da TARDIS, que foram referenciadas no serial de 1976 The Masque of Mandragora. Uma cena não exibida teria mostrado que o Doutor tinha nove fios de DNA em vez de um, uma alusão às suas oito encarnações anteriores.
Este episódio começa com uma cold open, a primeira vez que Doctor Who fez isso, o que logo se tornaria algo padrão. O programa já havia usado sequências de teaser pré-créditos, mas apenas para alguns episódios especiais na década de 1980, como o episódio pós-regeneração Castrovalva (1982); o especial de 20 anos "The Five Doctors" (1983); e a história de 25 anos, Remembrance of the Daleks (1988).
A vilã Lady Cassandra, uma criação CGI dublada pela atriz Zoë Wanamaker, foi desenvolvida para o episódio. Davies afirmou que Cassandra foi inspirada por tratamentos de beleza drásticos que foram feitos por celebridades femininas, particularmente inspirados pela aparição de várias delas no Óscar. Ele disse: "Foi horrível ver aquelas mulheres bonitas reduzidas a gravetos. Nicole Kidman me impressionou em particular. Nicole é uma das mulheres mais bonitas do mundo. Mas ela parece horrível porque é muito magra. É como se estivéssemos matando essas mulheres em público. Nós assistimos enquanto você morre." Originalmente, Cassandra pretendia ter coletado pedaços da história humana, como a Magna Carta e Harry Potter e a Pedra Filosofal.  O livro ainda aparece como um adereço, sendo contido em um armário de vidro decorando a Plataforma Um. Wanamaker reprisou o papel como Cassandra no primeiro episódio da segunda temporada "New Earth".

### Filmagens

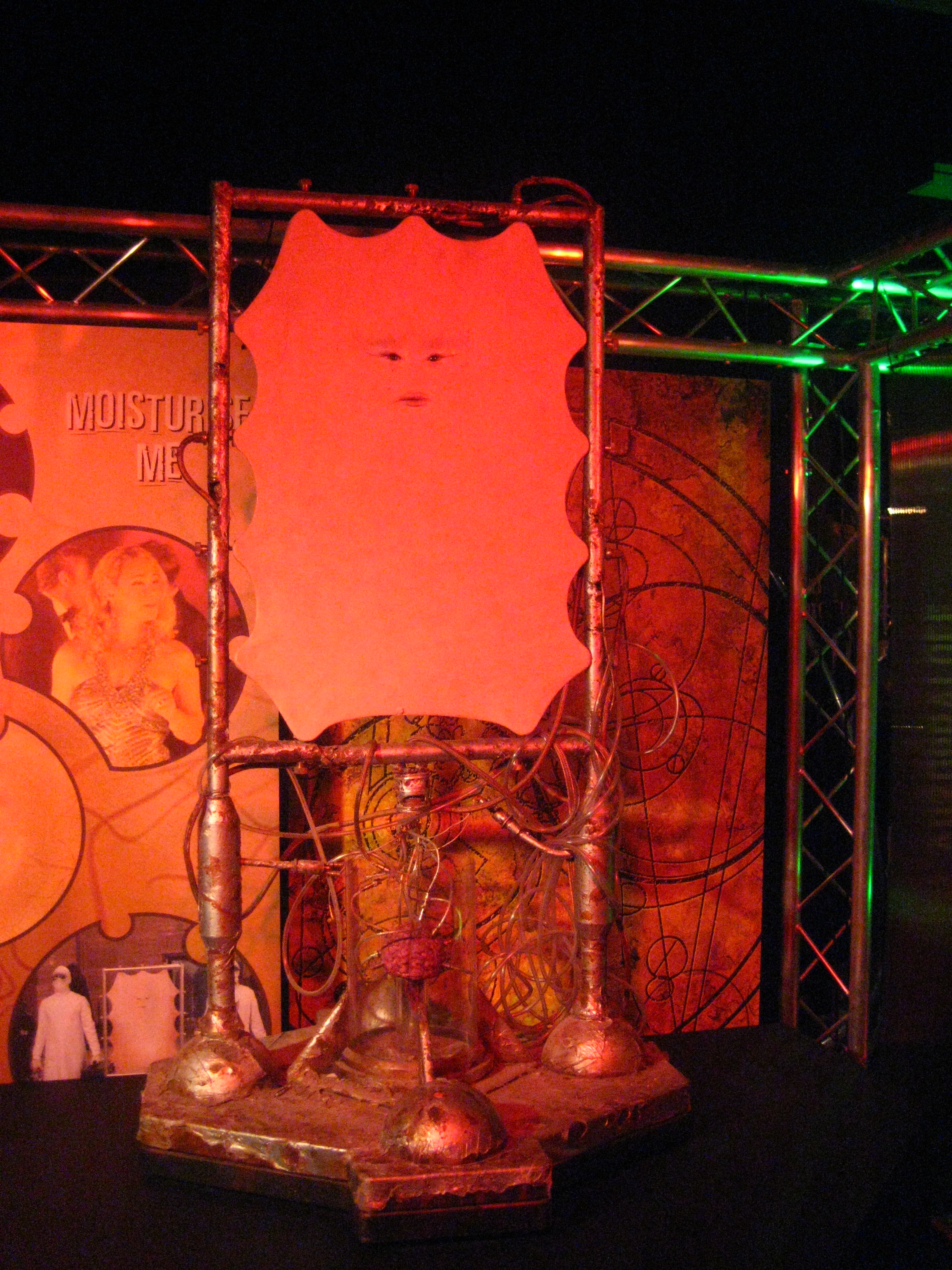
Cassandra foi uma das personagens principais desenvolvidas, mas filmá-la e animar sua fala foi difícil

"The End of the World" foi programado como parte do segundo bloco de produção junto com "The Unquiet Dead". A cena de Camille Coduri como Jackie Tyler foi filmada com antecedência durante o primeiro bloco de produção por causa de compromissos para o filme The Business que a tornariam indisponível. A cena foi filmada no armazém da Unidade Q2 em Newport em 7 de setembro de 2004. As gravações principais do episódio começaram no estúdio da Unidade Q2 em 22 de setembro. Muitos dos interiores da Plataforma Um foram filmados no Templo da Paz em Cardiff de 6 a 14 de outubro.
Durante a gravação de "The Unquiet Dead" em 20 de outubro, várias tomadas de pick-up foram gravadas na Headlands School em Penarth. A gravação principal do bloco foi concluída no Q2 em 22 de outubro. Para ajudar na conveniência dos locais, as cenas com o Doutor e Rose na Terra atual foram filmadas durante o terceiro bloco de produção em 9 de novembro. As filmagens ocorreram na Helmont House em Churchill Way e na Queen Street. Algumas tomadas adicionais envolvendo os dutos de ar foram filmadas no Q2 em 26 de novembro. As filmagens com Cassandra provaram ser difíceis, com um membro da equipe comparando-a a empurrar um carrinho de compras com defeito. Zoë Wanamaker não pôde estar presente no set durante as filmagens de suas cenas, então um substituto teve que ser usado. Devido às complexidades na animação de Cassandra, algumas de suas falas foram descartadas e o episódio foi adiado. Para compensar, Davies criou a personagem de manutenção Raffalo, e cenas entre Raffalo e Rose foram filmadas no Templo da Paz em 19 de fevereiro de 2005.
Em uma palestra em 2018, Euros Lyn escolheu a cena final do episódio, em que o Doutor e Rose vão comprar batatas fritas, como uma de suas cenas favoritas de sua gestão como diretor em Doctor Who. A cena foi uma das últimas tomadas da temporada e as pessoas por trás do Doutor e Rose não receberam extras.

### Efeitos e figurinos
O episódio contém 203 tomadas de efeitos visuais que foram concluídas ao longo de oito semanas, em comparação com "cerca de 100" no filme Gladiador; Russell T Davies brincou que nunca haveria um episódio da mesma escala devido ao custo de produção. Até "The Wedding of River Song" (2011), nenhum episódio de Doctor Who continha tantas tomadas de efeitos especiais. O produtor Phil Collinson também disse que o episódio teve mais monstros do que nunca.
Tanto Cassandra quanto as aranhas robóticas — além de uma inativa — são criaturas completamente em CGI. De acordo com Davies, Cassandra foi trabalhada por "muitos e muitos meses" e custou uma "fortuna". O Moxx de Balhoon seria originalmente animado, mas isso mudou para um "fantoche de luva" e depois um traje de borracha completo quando se desejou que ele fosse "mais robusto". O ator Jimmy Vee já havia feito papéis semelhantes antes, embora o ator tenha dito que foi difícil filmar com o traje, que levou três horas para ser colocado. Jabe era originalmente mais parecida com casca de árvore no rosto, mas foi decidido que ela seria uma vidoeiro-prateado.
O episódio também apresenta a canção "Toxic" de Britney Spears em um vinil de 7 polegadas falso. Cassandra também revela um "iPod" (na verdade, uma jukebox da Wurlitzer), que toca "Tainted Love" da Soft Cell e mais tarde "Toxic". Como "Toxic" não foi realmente lançado como um single de vinil de 7 polegadas, a equipe de produção criou um para uso no episódio.

## Transmissão e recepção

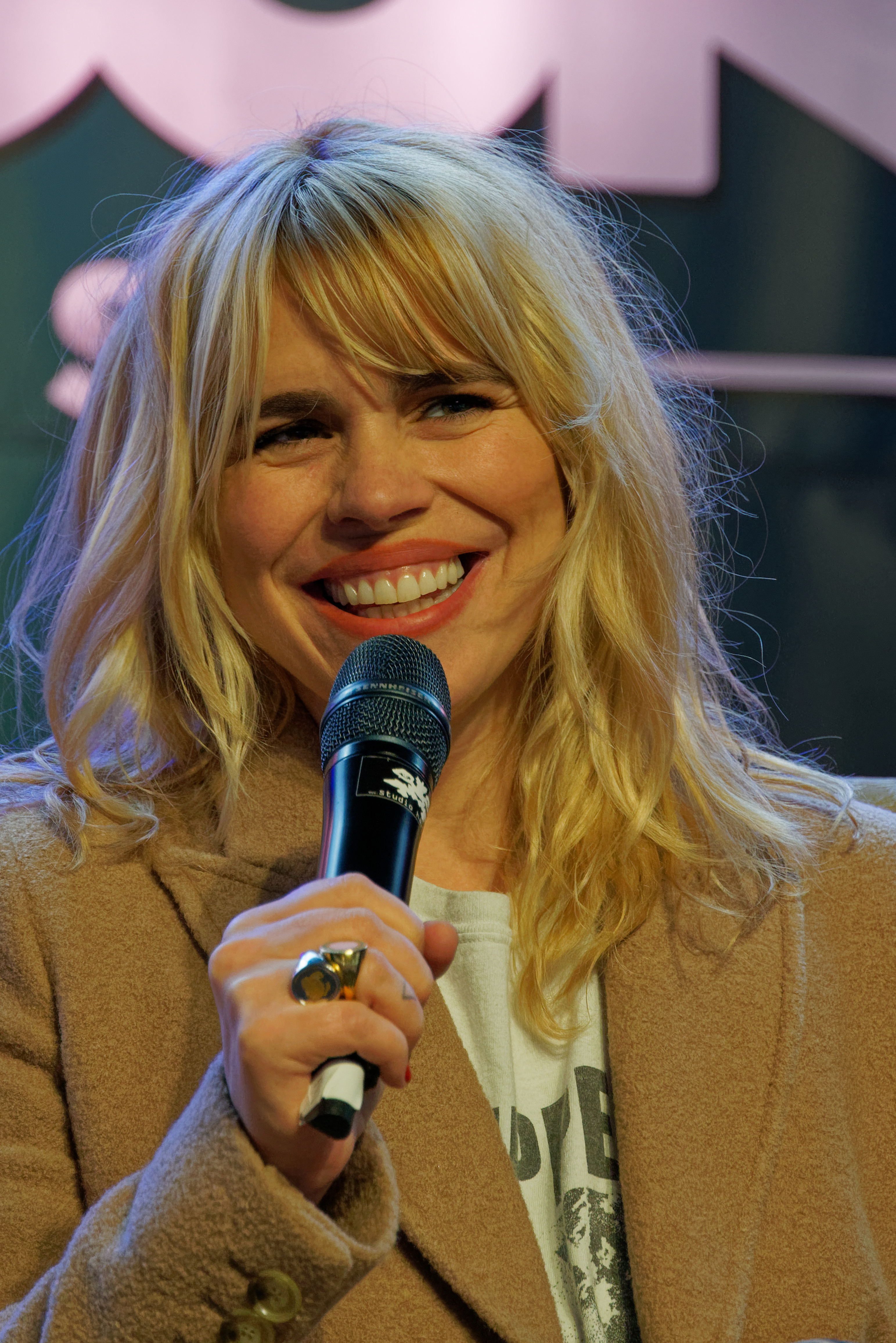
Billie Piper recebeu elogios por sua atuação, com o crítico Arnold T. Blumberg escrevendo que ela "mostrou ser bastante capaz de transmitir mudanças surpreendentemente sutis de emoção" e notando "quão valiosa é Piper para esta nova temporada".

De acordo com uma entrevista de março de 2006 com Russell T Davies, ele solicitou que este episódio fosse transmitido consecutivamente com "Rose", mas o pedido foi dado à BBC muito perto da transmissão para fazê-lo. Nos Estados Unidos, o Sci-Fi Channel exibiu os dois episódios consecutivamente em 17 de março de 2006.  A transmissão de "The End of the World" nos Estados Unidos foi assistida por 1,61 milhão de espectadores. No Canadá, o episódio teve 899 000 espectadores, tornando-se o quarto programa do horário nobre mais visto da noite.
Os números de audiência durante a noite de estreia mostraram que "The End of the World" foi assistido por 7,3 milhões de espectadores no Reino Unido, uma queda de 2,6 milhões de espectadores em relação à estreia. Quando a audiência final foi calculada, os números subiram para 7,97 milhões. O episódio recebeu uma pontuação de Índice de Apreciação do público de 76, que foi a mais baixa na história do programa até "Sleep No More" de 2015.
Arnold T Blumburg da revista Now Playing deu a "The End of the World" uma nota "A−", elogiando o espetáculo, bem como as performances de Eccleston e Piper e seus personagens em desenvolvimento. No entanto, ele achou que o clímax sofreu com problemas de ritmo.. A SFX chamou-o de um "episódio corajoso para ir ao ar tão cedo, mas funciona", elogiando a forma como os conceitos alienígenas eram uma reminiscência da série clássica. No entanto, o crítico escreveu que "o drama completo do evento nunca é totalmente capturado" e "o enredo do assassinato... nunca decola, mas fornece a estrutura para algumas cenas brilhantes". Em Who Is the Doctor, um guia para a série revivida, Graeme Burk descreveu "The End of the World" como "diversão pura e não adulterada", elogiando particularmente a conexão emocional que foi construída entre o Doutor e Rose. Burk sentiu que poderia ter havido mais preparação para a revelação de Cassandra, mas comentou que "muito do sucesso da história" foi devido a ela. O coautor de Burk, Robert Smith, acrescentou que o episódio permitiu que Eccleston brilhasse ao oferecer ao Doutor uma ampla gama de emoções. Apesar de suas críticas positivas, Burk e Smith notaram que o interruptor no final do corredor com ventiladores gigantes foi "artificial" e "bobo". Em 2013, Patrick Mulkern da Radio Times acreditava que o episódio tinha tudo o que se esperava de Doctor Who de Davies: ousado, camp, emocional e com drama de personagens. O crítico do The A.V. Club, Alasdair Wilkins, deu ao episódio uma nota "B+", observando que o episódio não se preocupava com a trama, mas teve sucesso em momentos de personagem e em reintroduzir Doctor Who.